# قائمة مقابر الجزائر

مقبرة سيدي أمحمد بوقبرين

المقبرة أو الجبانة أو القرافة أو التربة هي مكان يدفن به الأموات سواء بشكل فردي أو جماعي وكانت بعض الحضارات تغالي في تزيين مقابر الملوك كما كان يصنع المصريون القدماء مثل مقبرة توت عنخ آمون، وأكبرها هي الأهرامات الموجودة في بقاع عديدة من العالم. و لا تقتصر المقابر على الاستخدام الآدمي فقط بل تتخذ بعض الحيوانات المقابر لأنفسها كما تفعل الأفيال.

## قائمة مقابر الجزائر
تحتوي هذه القائمة على أسماء مقابر في الجزائر.
- مقبرة العالية
- مقبرة سيدي أمحمد بوقبرين
- مقبرة سيدي عبد الرحمان الثعالبي
- مقبرة القطار